# Ваче
Ваче (на словенски: Vače) е село в Словения, Средна Словения, община Лития. Според Националната статистическа служба на Република Словения през 2015 г. селото има 371 жители.